# Bom yeoreum gaeul gyeoul geurigo bom
Bom yeoreum gaeul gyeoul geurigo bom (conocida como Primavera, verano, otoño, invierno... y otra vez primavera o incluso Las estaciones de la vida en Hispanoamérica y como Primavera, verano, otoño, invierno... y primavera en España) es una película dramática coreana dirigida por Kim Ki-duk y estrenada en 2003. Fue protagonizada por Oh Yeong-su, Kim Young-min, Seo Jae-kyung y Kim Jong-ho. La cinta narra la historia de un monje budista y su aprendiz, quienes viven en un monasterio que flota en un lago.

## Argumento
La película está dividida en cinco partes, representadas por diferentes estaciones del año. Cada estación refleja una etapa en la vida del aprendiz.

### Primavera
La primera parte muestra a los protagonistas de la película, un monje budista y su aprendiz. Ambos viven en un monasterio que flota en un lago ubicado en las montañas de Corea. Su vida consiste básicamente en rezar y meditar, saliendo a veces para recolectar plantas medicinales y ejercitarse. Para trasladarse entre el monasterio y la orilla del lago utilizan un bote.
Un día, mientras caminaba por las montañas, el aprendiz ata unas piedras a un pez, una rana y una serpiente. Sin embargo, mientras el niño se reía por lo que había hecho, su maestro lo observa en silencio. Durante la noche, el maestro toma una gran roca y la ata al aprendiz mientras éste duerme. Por la mañana, se da cuenta de lo que sucedió y le pide a su maestro que lo libere, pero este le dice que sólo lo ayudará si va hasta los animales y deshace lo que hizo el día anterior. Antes de irse, el maestro le advierte que si encuentra a alguno de los animales muerto, tendrá que cargar con una pesada piedra en su corazón durante el resto de su vida. Al llegar a los respectivos lugares, sólo encuentra viva a la rana, por lo que el niño comienza a llorar.

### Verano
El aprendiz, quien es ahora un adolescente, ve a dos mujeres, madre e hija, que se dirigen al monasterio. Tras saludarlas, las guía hacia donde está su maestro y descubre que la hija estaba enferma por lo que necesitan de su ayuda. El maestro acepta cuidar de ella y la madre se va. El aprendiz se siente atraído por la joven, pero es demasiado tímido. Con el pasar de los días, ambos se conocen y mantienen una relación a escondidas. Sin embargo, son descubiertos por el maestro, quien lleva a la hija de vuelta con su madre. El aprendiz decide huir del monasterio, llevándose consigo una estatua de Buda a la que veneraban.

### Otoño
Años después, el maestro descubre que su aprendiz había asesinado a su esposa, huyendo del lugar y siendo ahora buscado por la policía. Días después, el aprendiz, quien ahora tiene 30 años de edad, vuelve al monasterio, llevando todavía el cuchillo con el que cometió su delito. Aún movido por la ira, el aprendiz intenta quitarse la vida, cubriendo sus ojos, oídos, boca y nariz en un ritual de suicidio. El maestro impide esto y golpea al hombre, diciéndole que no será tan fácil como lo hizo con su esposa. Tras esto, el maestro le da la tarea de tallar unos caracteres chinos (que representan el Prajñāpāramitā Sūtra budista) que escribió en el piso del monasterio. Mientras hacía esto, llegan dos detectives que están tras la pista del asesino. Cuando termina la tarea de tallar los caracteres, tanto los detectives como el maestro los pintan. Tras esto, los hombres se llevan al aprendiz bajo arresto.
Luego de irse, el maestro realiza el mismo ritual de suicidio que había interrumpido, tapando sus ojos, oídos, nariz y boca con papel y quemándose en su bote.

### Invierno
El aprendiz vuelve años después al monasterio. Con el lago congelado, llega caminando al lugar y descubre lo que su maestro había hecho. A partir de ese momento comienza a entrenar y se dedica a la meditación, ocupando el lugar dejado por su fallecido maestro. Tiempo después, una mujer llega al monasterio con su hijo en brazos. La madre intenta irse del monasterio en medio de la noche, dejando a su hijo con el monje, pero muere congelada tras caer al lago.

### …Y primavera
Los últimos minutos de la película muestran cómo se vuelve a repetir el ciclo, con el monje y su nuevo aprendiz viviendo en el monasterio.

## Reparto
- Oh Yeong-su como el Monje anciano.
- Kim Ki-duk como el Monje adulto.
- Kim Young-min como el Monje joven.
- Seo Jae-kyeong como el Monje niño.
- Ha Yeo-jin como la joven.
- Kim Jung-young como la madre de la joven.
- Ji Dae-han como el Detective Ji.
- Min Choi como el Detective Choi.
- Park Ji-a como la madre del bebé.

## Recepción
La película obtuvo una buena respuesta por parte de la crítica, recibiendo un 95% de comentarios frescos -de un total de 91 críticas- en el sitio web Rotten Tomatoes, y un promedio de 85/100 en Metacritic. A. O. Scott, para el periódico The New York Times, escribió: «Es una película exquisitamente simple... [Kim Ki-duk] logra aislar algo esencial sobre la naturaleza humana y al mismo tiempo, de manera más asombrosa, comprender el alcance de la experiencia humana».

## Premios y nominaciones
Tras su estreno, la película recibió diversos premios y nominaciones:
| Año  | Premio                                                       | Categoría                          | Receptor(es)    | Resultado |
| ---- | ------------------------------------------------------------ | ---------------------------------- | --------------- | --------- |
| 2006 | Premio Bodil                                                 | Mejor película no estadounidense   | Kim Ki-duk      | Nominado  |
| 2006 | Robert Award                                                 | Mejor película no estadounidense   | Kim Ki-duk      | Nominado  |
| 2006 | Sofia International Film Festival                            | Silver Sea-Gull                    | Kim Ki-duk      | Ganador   |
| 2005 | Premios Cóndor de Plata                                      | Mejor película de habla no hispana | Kim Ki-duk      | Ganador   |
| 2005 | Premio Chlotrudis                                            | Mejor fotografía                   | Baek Dong-hyeon | Ganador   |
| 2005 | Premio Chlotrudis                                            | Mejor película                     | Kim Ki-duk      | Ganador   |
| 2004 | Festival Internacional de Cine de Bangkok                    | Mejor película                     | Kim Ki-duk      | Nominado  |
| 2004 | Camerimage                                                   | Golden Frog                        | Baek Dong-hyeon | Nominado  |
| 2004 | Grand Bell Awards                                            | Mejor película                     | Kim Ki-duk      | Ganador   |
| 2004 | Festival Internacional de Cine de Las Palmas de Gran Canaria | Lady Harimaguada                   | Kim Ki-duk      | Ganador   |
| 2004 | Premios Satellite                                            | Mejor película extranjera          |                 | Nominado  |